# Calamotropha fuscacostalis
Calamotropha fuscacostalis là một loài bướm đêm trong họ Crambidae.